# Gornji Vrdol
Gornji Vrdol bilo je selo u Zabiokovlju koje je obuhvaćalo današnja sela Krstatice i Župu. Pripadalo je župi Vrdolu.
Kreševska povelja prva spominje Vrdol 12. kolovoza 1434.: " „... u Gorskoi župi: selo Draglan s pravimi, mejami i kotari i selo Kozicu s pravimi, mejami i kotari i selo Hraštane s pravimi, mejami i kotari i selo Vrh Doo s pravimi, ...“". 
Crkva matica za selo Vrdol je crkva Svetog Mihovila u Rašćanima u Donjem Vrdolu, koja se započela graditi koncem 16. stoljeća, i dovršena je 1601. godine.
Bila je dijelom Imotske krajine, kao i cijela Župa Biokovska. Izvjesno je da je do napoleonskih vremena župa Vrdol pripadala je pod crkvenu upravu franjevačkog samostana u Makarskoj, a da je zahtjev glavara Župe i okolnih sela za odvajanje od Imotske krajine i pripajanje Makarskoj 1797. odbio hrvatsko-ugarski kralj Franjo I. Godine 1835. godine župa Vrdol prestala je postojati i dijeli se na Krstatice i Župu.